# Estrela FU Orionis
Em evolução estelar, estrelas FU Orionis (também chamadas de objetos FU Orionis) são estrelas da pré-sequência principal que apresantam mudanças extremas na magnitude aparente e tipo espectral. Um exemplo de estrela assim é V1057 Cygni, que aumentou sua magnitude aparente em 6 e foi de classe espectral dKe para F. Estrelas FU Orionis são nomeadas a partir de FU Orionis.